# Školní ulice

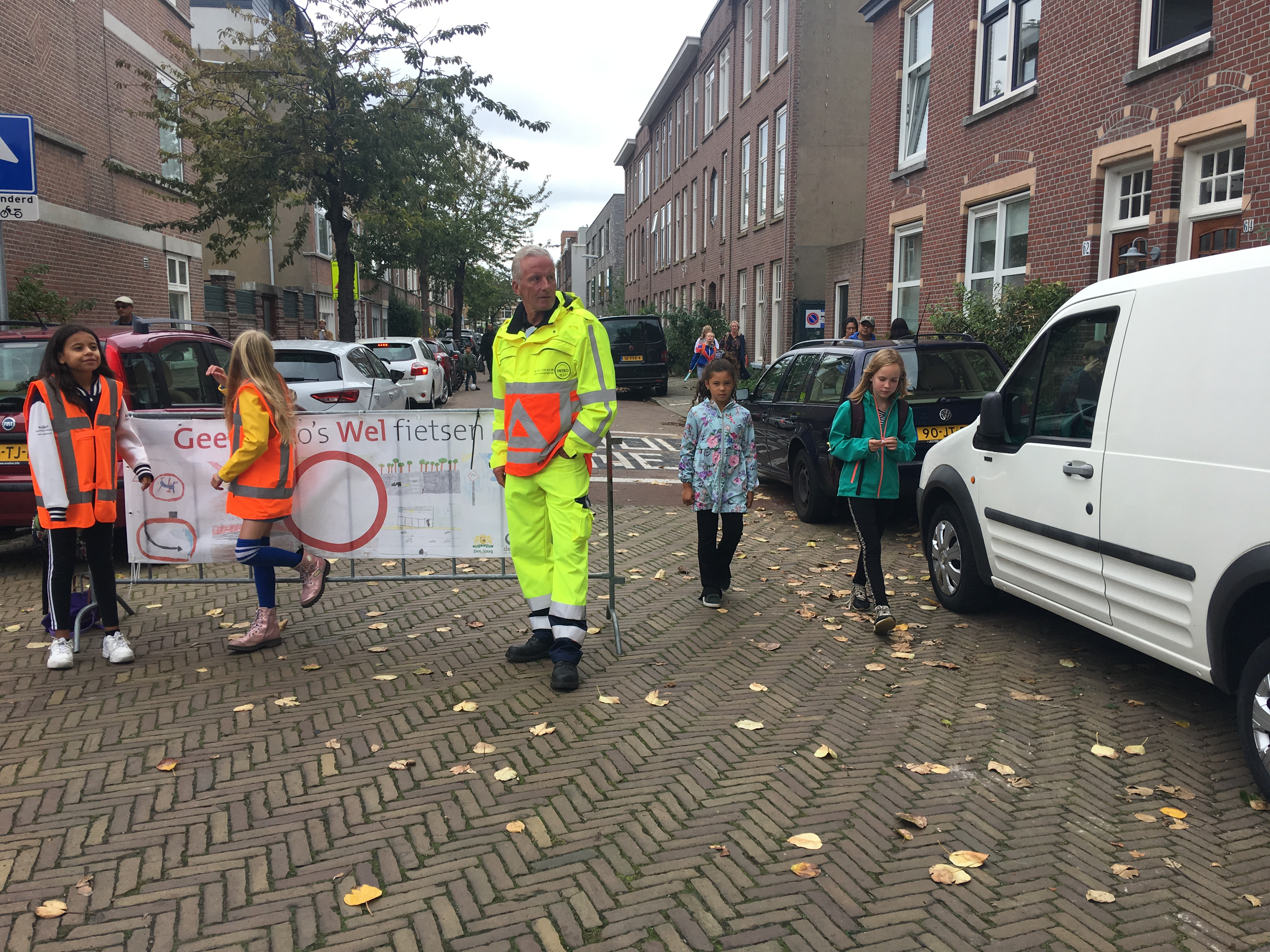
Školní ulice v nizozemském Haagu, 2019

Školní ulice je dopravní režim, který se používá ke zklidnění a eliminaci automobilové dopravy v blízkosti škol a školek. Úprava spočívá v omezení vjezdu aut do ulice v blízkosti škol, buď pouze v ranní špičce nebo celý den. Úprava je provedena dopravními značkami, mohou ji doprovázet i fyzické prvky jako kužely či trvalé úpravy jako závory, sloupky nebo jiné stavební úpravy. Výhodou školních ulic je bezpečnější a klidnější okolí školy, lepší prostor pro dopravu pěšky, na kole či koloběžce, ale i zlepšení ovzduší či zvýšení samostatnosti dětí a mladistvých.

## Historie

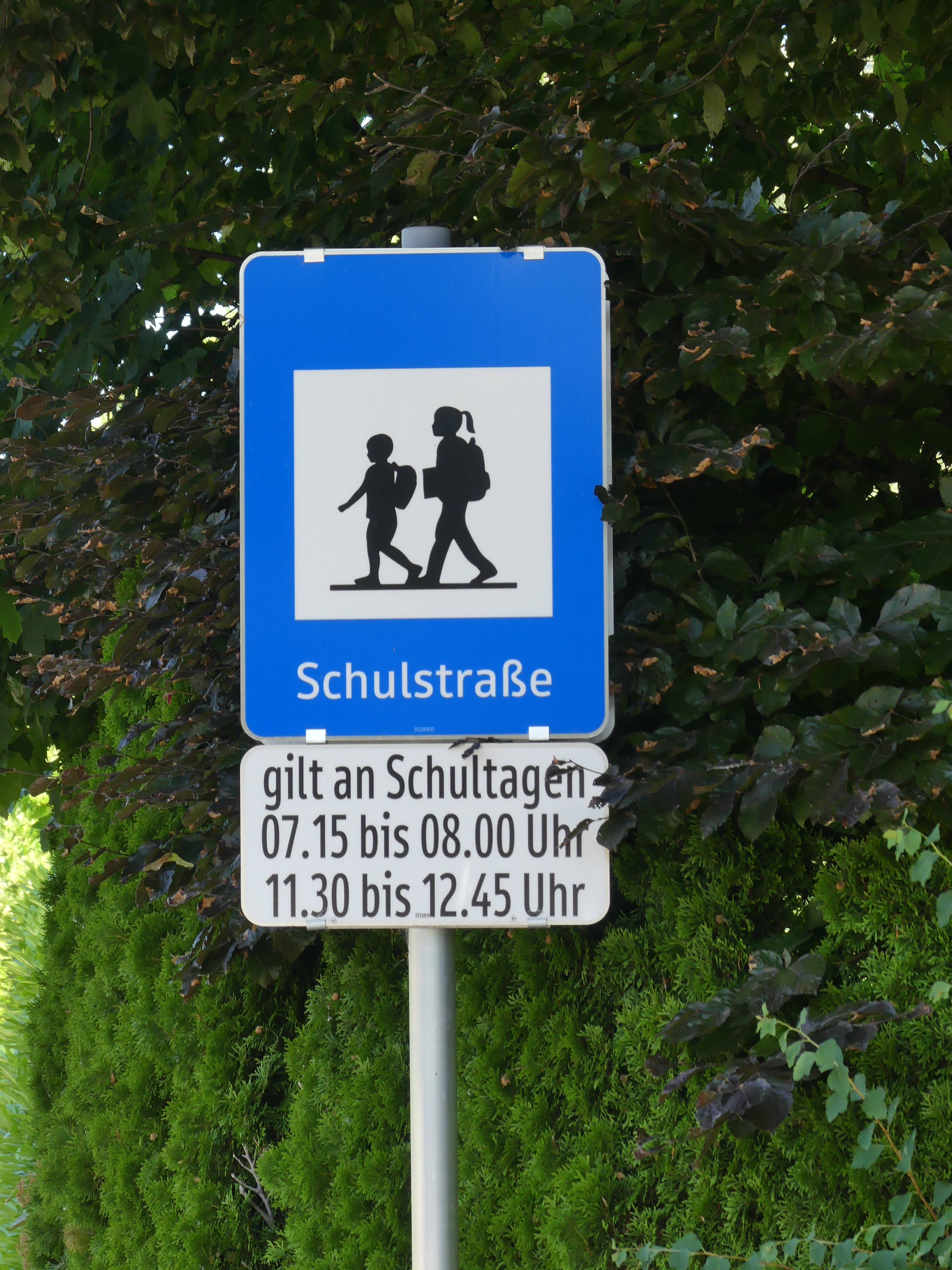
V rakouské obci Lustenau značí školní ulici speciální dopravní značka „Schulstraße" tedy „školní ulice"

Zavádění školních ulic začalo v Evropě v 21. století v rámci řešení přebujele automobilové dopravy a stále častější dovážky žáků pomocí automobilů. Stovky školních ulic existují v Paříži, opatření je časté také ve Spojeném království, Itálii, Nizozemsku, Rakousku či Německu.

## V Česku
První školní ulice v Česku začaly fungovat v Praze. Pražský magistrát ve spolupráci s městskou částí Praha 20 zavedl v roce 2020 pilotní projekt školní ulice u základní školy Stoliňská a FZŠ Chodovická. Ve červnu 2020 vznikla školní ulice i v Říčanech při ZŠ U Říčanského lesa.
V září 2021 se přidala Praha 6 se ZŠ Hanspaulka, kde po testovacím režimu se zachováním školní ulice souhlasilo 89 % žáků a rodičů. V roce 2021 začala fungovat školní ulice v pražských Klánovicích. Na jaře 2023 vznikla další školní ulice v Praze 6 (ZŠ Na Dlouhém lánu) i v Dobříši. V září 2023 se přidaly základní školy v městských částech Praha 7, 10 a 16. V Praze existuje další řada škol, které mají přilehlou ulici v režimu bez aut již delší dobu.